# Л
Л, л (cursiva Л, л) es una letra del alfabeto cirílico, y la decimotercera del alfabeto ruso.
La letra Л equivale a una L, simple o palatalizada, según la región, del alfabeto español.
Podría compararse con la L Inglesa.

## Uso

### Sistema numeral cirílico
En la antigüedad, en el sistema numeral cirílico, esta letra tenía el valor numérico 30.

## Tabla de códigos
| Codificación de caracteres | Tipo      | Decimal | Hexadecimal | Octal  | Binario             |
| -------------------------- | --------- | ------- | ----------- | ------ | ------------------- |
| Unicode                    | Mayúscula | 1051    | 041B        | 002033 | 0000 0100 0001 1011 |
| Unicode                    | Minúscula | 1083    | 043B        | 002073 | 0000 0100 0011 1011 |
| ISO 8859-5                 | Mayúscula | 187     | BB          | 273    | 1011 1011           |
| ISO 8859-5                 | Minúscula | 219     | DB          | 333    | 1101 1011           |
| KOI 8                      | Mayúscula | 236     | EC          | 354    | 1110 1100           |
| KOI 8                      | Minúscula | 204     | CC          | 314    | 1100 1100           |
| Windows 1251               | Mayúscula | 203     | CB          | 313    | 1100 1011           |
| Windows 1251               | Minúscula | 235     | EB          | 353    | 1110 1011           |
Sus códigos HTML son: &#1051; o &#x41B; para la minúscula y &#1083; o &#x43B; para la minúscula.